# Église mission Saint-François-d'Assise
Ne doit pas être confondu avec Mission Saint-François-d'Assise.
L'église mission Saint-François-d'Assise (en anglais : San Francisco de Asis Mission Church) est une église située dans la ville de Ranchos de Taos, dans le comté de Taos, au Nouveau-Mexique.
Construite entre 1772 et 1816, elle est l'un des plus beaux exemples des missions du Nouveau-Mexique et est un site touristique notable pour la région.
Elle est National Historic Landmark depuis 1970.

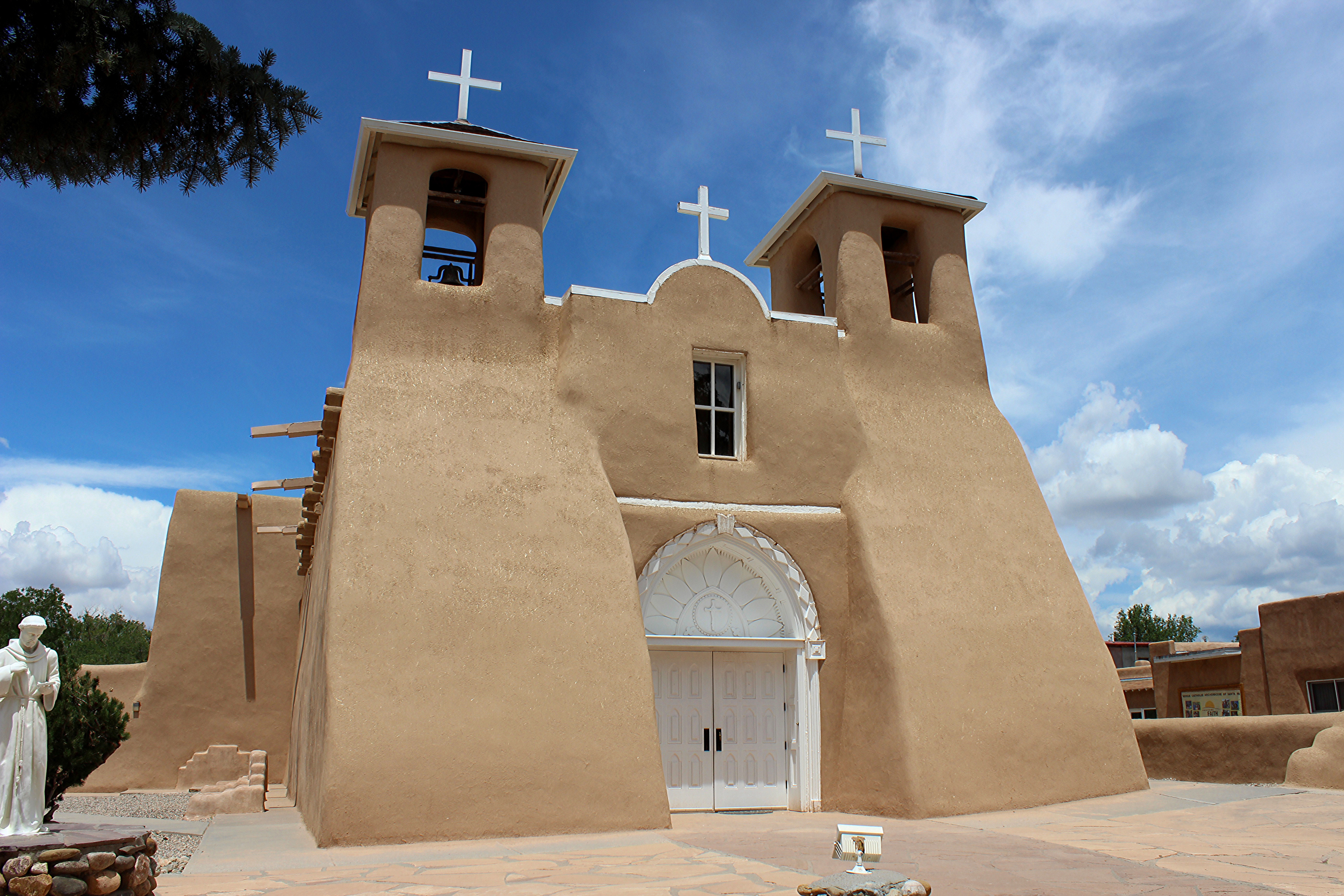
Église mission Saint-François-d'Assise.